# Enric Bañeres
Enric Bañeres de Vicente (Almenar, 1944 - Barcelona, 1 de agosto de 2017) fue un periodista deportivo español.
Se licenció en la Escuela Oficial de Periodismo y comenzó a trabajar en El Diari de Lleida y El Correo Catalán, donde llegó a ser subdirector. También formó parte de la redacción de las revistas satíricas Barrabás y El Papus, donde vivió el atentado con bomba del 20 de septiembre de 1977. Años más tarde, trabajó en La Vanguardia, donde fue jefe de deportes durante 14 anys, y El Mundo Deportivo. También fue tertuliano de otros medios de comunicación como la Cadena Ser, TV3, RAC1, 8tv. Retirado del periodismo activo en 2015, durante los últimos años fue profesor de periodismo deportivo en la Universidad Internacional de Cataluña.
Escribió diversos libros, la mayoría relacionados con el FC Barcelona, y también dirigió las enciclopedias mundiales de futbol y tenis del Grupo Océano.  Entre ellos, destacan Diccionari de l'esport, català-castellà, castellà-català (1989), Las Ligas del Barça (1998), Estimada Basilea (2004), Dichoso Barça (2000), Qué Sabrá Usted de Fútbol y Los Mur: masajistas del Barça (2008).